# Glass Onion: Knives Out
Glass Onion: Knives Out (Glass Onion: A Knives Out Mystery) è un film del 2022 scritto e diretto da Rian Johnson.
La pellicola è il sequel del film del 2019 Cena con delitto - Knives Out e secondo capitolo della serie cinematografica Knives Out.

## Trama
2020. In piena pandemia di COVID-19, l'egocentrico multimiliardario Miles Bron, proprietario della Alpha Industries, organizza una cena con delitto presso la sua immensa magione, denominata Glass Onion, su un'isola del mar Egeo. Gli invitati (richiamati per mezzo di una sontuosa scatola degli enigmi) sono i suoi migliori amici: Claire Debella, governatrice del Connecticut; Lionel Toussaint, scienziato a capo della sezione ricerca e sviluppo di Alpha Industries; Birdie Jay, un'eccentrica stilista; Duke Cody, un twitcher e youtuber affiliato all'estrema destra. Riceve una scatola degli enigmi anche Cassandra Brand, detta "Andy", ex socia di Miles; alla festa prenderanno parte anche Peg, l'inseparabile assistente di Birdie, e Whiskey, la fidanzata di Duke.
Il giorno della partenza si presenta anche il celebre detective privato Benoit Blanc: all'arrivo sull'isola, Miles dichiara di non averlo mai invitato, e i due convengono che la sua presenza lì sia uno scherzo organizzato da uno degli ospiti (le scatole spedite erano infatti cinque). Prima della cena con delitto, emergono alcuni attriti tra i vari ospiti, tutti riconducibili al rapporto di dipendenza che essi hanno nei confronti di Miles, il quale finanzia le loro attività; la più rancorosa sembra essere Andy, che è stata buttata fuori dalla società in seguito a un lungo processo che ha stabilito la sua estraneità all'ideazione di Alpha Industries, attribuita al solo Miles grazie anche alla testimonianza degli altri amici, che avevano giurato il falso pur di non perdere il favore del magnate. Giunta la sera, gli ospiti vengono accolti all'interno di Glass Onion, dove Miles ha sistemato la sua collezione d'arte includente l'originale Monna Lisa, prestatagli dal Louvre in seguito a un corposo finanziamento.
Grazie alle sue capacità investigative, Benoit risolve il "delitto" inscenato da Miles prima ancora che il party abbia inizio; il detective rivela al magnate di averlo fatto poiché sospetta fortemente che uno degli ospiti voglia ucciderlo. In effetti poco dopo Duke muore, apparentemente avvelenato dopo aver bevuto per sbaglio dal bicchiere destinato a Miles. Gli ospiti sospettano che l'assassina sia Andy, l'unica a non essere presente mentre Duke moriva e quella che apparentemente ha il movente più forte; Blanc nota inoltre che a Duke è stata tolta la pistola, da cui l'uomo non si separava mai, e il suo cellulare. Improvvisamente le luci vanno via e il gruppo si separa; Blanc riesce a rintracciare Andy, ma quest'ultima viene colpita da un proiettile sparato da un assassino nascosto con la pistola di Duke. Sconvolto dalla morte di Andy, il detective dichiara di aver compreso che una sola persona tra i presenti può sapere tutta la verità.
Parte a questo punto un lungo flashback che ripercorre l'intera storia da vari punti di vista, svelandone nuovi particolari. All'insaputa di Miles e dei suoi ospiti, Blanc era stato ingaggiato da Helen, sorella gemella di Andy: quest'ultima si era infatti apparentemente suicidata prima di ricevere la scatola di enigmi di Miles, ma la sua morte non era ancora stata resa nota. Helen racconta che Miles aveva buttato fuori Andy dall'azienda dopo che la donna aveva espresso numerosi dubbi sul Klear, un combustibile a base di idrogeno che il miliardario voleva immettere sul mercato senza i dovuti controlli. Andy aveva in seguito ritrovato il tovagliolo del bar dove gli amici erano soliti ritrovarsi prima della creazione di Alpha, chiamato appunto Glass Onion, su cui erano scritti gli appunti che dimostrerebbero che l'ideazione di Alpha era attribuibile alla donna e non a Miles. Andy era morta dopo aver informato tutti gli ex-amici di essere in possesso di quella prova schiacciante. Helen crede perciò che a uccidere la gemella sia stato uno di loro, al che Benoit le chiede di fingersi sua sorella e di andare con lui sull'isola, allo scopo di aiutarlo a investigare.
Durante la permanenza sull'isola, Helen, nei panni di Andy, aveva scoperto che tutti gli invitati avevano un movente per uccidere la donna: Lionel era consapevole dei rischi comportati dal Klear, così come Claire, che aveva comunque autorizzato la costruzione di un impianto di produzione; Birdie era stata convinta da Miles a prendersi la responsabilità di uno sweatshop da lui posseduto, facendovi produrre gli abiti da lei disegnati; Duke, da tempo in declino, cercava di convincere Miles di metterlo a capo della sezione notizie di Alpha, facendolo sedurre da Whiskey. E tutti loro avrebbero dunque rischiato moltissimo se i traffici di Miles fossero stati rivelati; tutti e quattro si erano recati a casa di Andy poche ore dopo aver ricevuto la sua e-mail, in orari quindi compatibili con la sua morte.
Al termine del flashback si scopre che Helen è ancora viva: il proiettile è stato bloccato da uno dei diari di Andy, che lei portava in tasca. Benoit le chiede però di continuare a fingere la sua morte, in modo che ella possa cercare il tovagliolo nello studio di Miles, mentre lui raduna i presenti. Blanc dichiara che l'assassino di Andy e di Duke è lo stesso Miles: il miliardario si era recato segretamente a casa della ex-socia subito dopo aver scoperto che lei aveva trovato il tovagliolo, e l'aveva uccisa inscenandone il suicidio; sulla via del ritorno era stato visto da Duke, il quale aveva compreso lo scambio tra Helen e Andy solo quando, durante la cena, era stata resa pubblica online la notizia della morte di Andy, spingendo il miliardario a uccidere il socio con del succo d'ananas (a cui Duke è allergico); il magnate gli aveva anche rubato il cellulare e la pistola, con cui poi aveva sparato a Helen.
A quel punto ricompare Helen, che rivela la sua vera identità agli ospiti e mostra il tovagliolo, nascosto da Miles in un dipinto; il miliardario però lo brucia con un accendino, distruggendo l'unica prova della sua colpevolezza, ben consapevole che nessuno dei presenti testimonierà contro di lui per paura di perdere i propri privilegi. A quel punto Helen comincia a distruggere le sculture di vetro di Miles, venendo presto imitata dagli altri ospiti, snervati dall'egocentrismo e dalla psicopatia dell'uomo. Non contenta, Helen appicca un incendio, alimentandolo con un frammento di Klear datole segretamente da Benoit: questo distrugge l'intera Glass Onion, compresa la Monna Lisa. La distruzione del dipinto rovinerà la reputazione di Miles, rivelando anche la pericolosità del Klear.
Gli altri ospiti, stanchi degli abusi di Miles, decidono di fare la cosa giusta e di testimoniare contro di lui. Soddisfatti di quanto accaduto, Benoit e Helen attendono sulla spiaggia che arrivi la polizia ad arrestare Miles.

## Produzione
Netflix ha acquistato i diritti del film, più quelli di un terzo capitolo, per la cifra di 469 milioni di dollari, vincendo l'asta contro Amazon Studios e Apple TV+.
Il progetto vede il ritorno del cast tecnico del primo film: Steve Yedlin come direttore della fotografia, Bob Ducsay al montaggio e Nathan Johnson come compositore.

### Camei
Il film vede i cameo di Yo-Yo Ma, Ethan Hawke, Noah Segan, Joseph Gordon-Levitt, Hugh Grant (che interpreta il compagno di Benoit Blanc), Natasha Lyonne, Kareem Abdul-Jabbar, Stephen Sondheim, Angela Lansbury e Serena Williams, mentre Jeremy Renner, Anderson Cooper e Jared Leto vengono citati senza apparire.

### Riprese
Le riprese del film, iniziate il 28 giugno 2021 a Spetses (Grecia), si sono spostate fuori dal paese ellenico il 30 luglio e sono terminate il 13 settembre dello stesso anno.
Il budget del film è stato di 40 milioni di dollari.

## Promozione
Il primo trailer del film è stato diffuso l'8 settembre 2022.

## Distribuzione
Il film è stato presentato in anteprima mondiale al Toronto International Film Festival il 10 settembre 2022 ed è stato selezionato come film di chiusura del BFI London Film Festival il 16 ottobre 2022.
È stato distribuito in tutto il mondo su Netflix a partire dal 23 dicembre 2022.

## Accoglienza

### Critica
Sull'aggregatore Rotten Tomatoes il film riceve il 91% delle recensioni professionali positive con un voto medio di 7,9 su 10 basato su 435 critiche, mentre su Metacritic ottiene un punteggio di 81 su 100 basato su 62 critiche.
Il sito ComingSoon.net posiziona il film tra i migliori venti dell'anno.

## Riconoscimenti
- 2023 - Premio Oscar[12]
  - Candidatura per la miglior sceneggiatura non originale a Rian Johnson
- 2023 - Golden Globe[13]
  - Candidatura per il miglior film commedia o musicale
  - Candidatura per il miglior attore in un film commedia o musicale a Daniel Craig
- 2022 - National Board of Review[14]
  - Miglior attrice non protagonista a Janelle Monáe
  - Miglior dieci film dell'anno
- 2023 - Alliance of Women Film Journalists Awards[15]
  - Candidatura per la miglior attrice non protagonista a Janelle Monáe
  - Candidatura per la miglior sceneggiatura adattata a Rian Johnson
- 2023 - Art Directors Guild Awards[16]
  - Candidatura per la miglior scenografia di un film contemporaneo a Rick Heinrichs
- 2023 - Black Reel Awards
  - Candidatura alla miglior attrice non protagonista a Janelle Monáe
- 2023 - Critics' Choice Awards[17][18]
  - Miglior film commedia
  - Miglior cast corale
  - #SeeHer Award a Janelle Monáe
  - Candidatura per il miglior film
  - Candidatura per la miglior attrice non protagonista a Janelle Monáe
  - Candidatura per la miglior sceneggiatura non originale  a Rian Johnson
  - Candidatura per i migliori costumi a Jenny Eagan
- 2023 - Capri, Hollywood - The International Film Festival[19]
  - Miglior sceneggiatura non originale a Rian Johnson
  - Miglior cast
- 2023 - NAACP Image Award[20]
  - Candidatura per la miglior attrice non protagonista a Janelle Monáe
- 2023 - Producers Guild of America Award[21]
  - Candidatura per la miglior produzione di un film
- 2023 - Satellite Award[22]
  - Miglior cast cinematografico
  - Candidatura per il miglior film commedia o musicale
  - Candidatura per la miglior sceneggiatura non originale a Rian Johnson
  - Candidatura per la miglior attrice in un film commedia o musicale a Janelle Monáe
  - Candidatura per il miglior attore in un film commedia o musicale a Daniel Craig
- 2023 - Writers Guild of America Award[23]
  - Candidatura per la miglior sceneggiatura adattata a Rian Johnson
- 2024 - Saturn Award[24]
  - Candidatura al miglior film thriller

## Sequel
Nel 2024 avranno luogo le riprese del terzo capitolo della serie, sempre con Daniel Craig protagonista e Rian Johnson alla regia.